# 別茲克羅夫涅
51°31′7″N 33°28′45″E / 51.51861°N 33.47917°E
貝茲克羅夫內（烏克蘭語：Безкровне）是位於烏克蘭東北部的村莊，由蘇梅州科諾托普區的克羅萊韋茨市鎮負責管轄。該村距離克羅列韋茨4.5公里，海拔高度203米，2001年人口48。